# Charles Expilly
Pour les articles homonymes, voir Expilly.
Charles Expilly, né le 8 septembre 1814 à Salon-de-Provence et mort le 10 février 1886 à Tain-l’Hermitage, est un journaliste, historien, essayiste et homme de lettres français.

## Biographie
Issu d’une famille de lettrés, comprenant l’historien Claude Expilly et l’abbé Expilly, auteur du Dictionnaire géographique des Gaules, il a terminé ses études au lycée Charlemagne à Paris, avant de faire des études de droit à l’faculté de droit d’Aix. Après avoir servi quelque temps dans les lanciers, il s’est entièrement consacré à l’écriture, sous son nom ou sous des pseudonymes, comme « Claude de la Poëpe », « vicomte de Canourgues », de « Tisté » et de « C. E. du Thourat ».
Il a collaboré à de nombreux journaux, comme  le Constitutionnel, au National, à la Quotidienne, à la Réforme, au Courrier français, à la France, au Pays, à la Patrie, au Petit Journal, au Musée des familles, à la Gazette du Midi, au Courrier de Marseille, la Revue des Deux Mondes. Il publie également de nombreux romans et s’essaie à la poésie.
Ayant été chargé, en février 1848, par Émile Ollivier, alors commissaire du gouvernement à Marseille, de la mission gouvernementale de faire aimer la République dans les campagnes du département des Bouches-du-Rhône, il s’exile à la suite du coup d'État du 2 décembre 1851. Il a fait, de 1852 à 1855, un voyage au Brésil, d’où il a rapporté une quantité de documents qui lui ont servi à écrire de nombreux ouvrages, dont le plus important s’intitule la Traite, l’émigration et la colonisation (1866). Outre ses ouvrages d’histoire et d’économie politique, il a également écrit un grand nombre de romans de mœurs.
À son retour à Paris, il a repris ses travaux littéraires et sa collaboration aux journaux, avant d’aborder l’économie politique, dans ses rapports avec les pays qu’il avait visités. La spécialisation sur l’émigration de ses travaux lui ont valu le poste, créé pour lui pour prix de son ralliement à l’Empire, de commissaire adjoint de l’Émigration au Havre en 1866, et commissaire à Marseille en 1868, jusqu’à sa révocation conséquente à la restauration de la République en France.
Selon ses désirs, il a été inhumé dans le tombeau de sa famille dans sa ville natale. Il était membre de la Société des gens de lettres, depuis 1842.

## Publications
- Claude de La Poëpe [pseud.], L’Ouverture de l’Amazone et ses conséquences politiques et commerciales, Paris, 1867, 60 p., 24 cm (OCLC 2222358, lire en ligne sur Gallica).
- Claude de La Poëpe [pseud.], La Politique du Paraguay : identité de cette politique avec celle de la France et de la Grande-Bretagne dans le Rio de la Plata, Paris, Édouard Dentu, 1869, 348 p. (OCLC 367943694, lire en ligne).
- Les Femmes et les mœurs du Brésil, Paris, Charlieu et Huillery, 1863, xii, 450 p., 18 cm (OCLC 13380324, lire en ligne).
- Tisté (pseud.), « Louis XVI et Guillaume », dans Le Livre des feuilletons, Nancy, Hinzelin, 1846, 9 p., in-8º (OCLC 459441757, lire en ligne sur Gallica).
- La Traite, l’émigration et la colonisation au Brésil, Paris, A. Lacroix, Verboeckhoven et Cie, 1865, ix, 336 p., in-8º (lire en ligne).
- Le Brésil, Buenos-Ayres, Montevideo et le Paraguay devant la civilisation, Paris, H. Willems, 1866, 155 p. (OCLC 680769960, lire en ligne).
- Du mouvement d’émigration par le port de Marseille, Paris, Roux, 1864, 69 p. (OCLC 761465996, lire en ligne).
- Le Brésil tel qu’il est, Paris, Édouard Dentu, 1862, 382 p., in-16 (OCLC 889950766, lire en ligne).
- Les Ambulances internationales et les frères de Saint-Jean de Dieu, Paris, Édouard Dentu, 1870, 17 p., in-8º (OCLC 457726219, lire en ligne).

### Romans
- Adieu suprême : poème, Paris, I. Rousset, 1842, 16 p., in-8º (OCLC 457726214).
- « Le Pirate noir », dans Les Mille et un romans, t. 8, Paris, Boulé et Cie, 1845, 48 p., in-4º (OCLC 457726291, lire en ligne).
- La Porte noire, Nancy, Hinzelin, 1846 (OCLC 1441643728, lire en ligne sur Gallica).
- L’Épée de Damoclès, Bruxelles, Société belge de librairie, 1843, 207 p., 15 cm (OCLC 62619669).
- Grande Dame et lorette, 1854 (OCLC 247323613).
- La Cabra d’or (la Chèvre d’or) : légende provençale, Paris, Charlieu et Huillery, 1864, vii-265 p., in-18 (OCLC 457726252, lire en ligne).
- Les Aventures du capitaine Cayol, Marseillais de Roquevaire, Paris, 1866 (OCLC 944722257, lire en ligne sur Gallica).